# Klejniki
Klejniki est un village de Pologne, situé dans la gmina de Czyże, dans le Powiat de Hajnówka, dans la voïvodie de Podlachie.
Selon le recensement de la commune de 1921, ont habité dans le village 636 personnes, dont 4 étaient catholiques, 628 orthodoxes, et 4 judaïques. Parallèlement, 4 habitants ont déclaré avoir la nationalité polonaise, 632 la nationalité biélorusse. Dans le village, il y avait 128 bâtiments habitables.

## Source
- (en) Cet article est partiellement ou en totalité issu de l’article de Wikipédia en anglais intitulé « Klejniki » (voir la liste des auteurs).